# 鍋島直泰
鍋島 直泰（なべしま なおやす、1907年〈明治40年〉10月3日 - 1981年〈昭和56年〉4月1日）は、日本の宮内官僚、政治家、華族（侯爵）。旧佐賀藩鍋島家第13代当主。貴族院議員。

## 経歴
12代当主・直映の嫡男で、母は黒田長知の次女・禎子。学習院を経て、1931年（昭和6年）東京帝国大学文学部を卒業。1933年（昭和8年）宮内省に入省し、式部官兼主猟官に就任。
父の死去に伴い、1943年（昭和18年）12月28日に家督を相続し侯爵を襲爵。同日、貴族院侯爵議員に就任し、火曜会に所属し1947年（昭和22年）5月2日の貴族院の廃止まで在任した。
式部官を務めていたこともあり、1949年（昭和24年）、昭和天皇の戦後巡幸が佐賀市内で行われた際には、御泊所となった楊柳亭で拝謁する機会を得ている。この際、鍋島家伝来の鍋島焼3点を披露している。

## 人物
名ゴルファーとして知られ、1933年から1935年の日本アマチュア選手権に3連覇、1ラウンドで2度ホールインワンを記録するなどの記録で知られる。長野県軽井沢町「軽井沢ゴルフ倶楽部」所属。また、蝶の研究・収集などでも有名である。

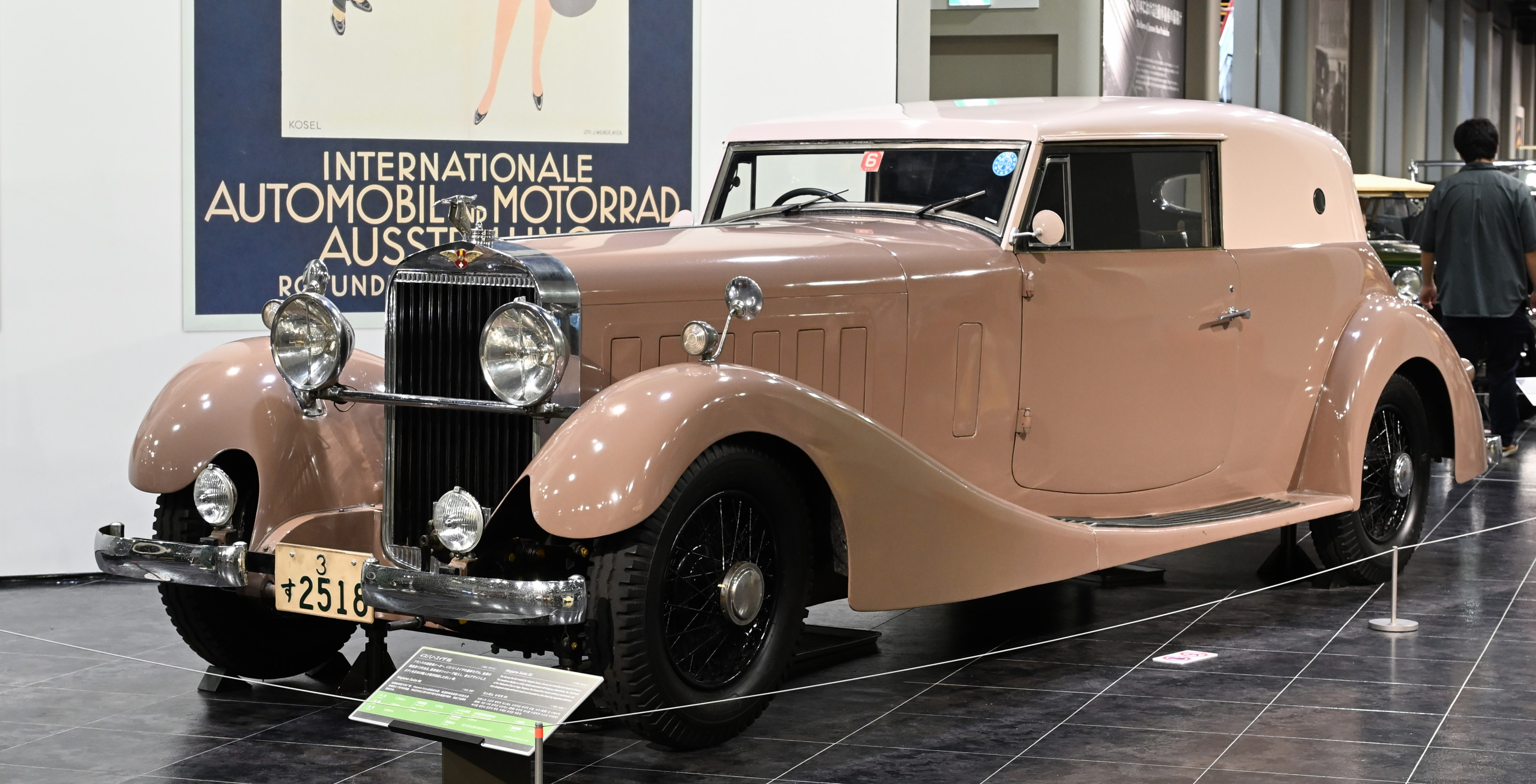
トヨタ博物館に展示される直泰のイスパノ・スイザ K6

自動車愛好家としても知られ、1935年にはイスパノ・スイザK6をベアシャシー（ボディがない状態）で輸入、自邸内の小屋で自らデザインした2ドアクーペボディを、約半年かけて日本人職人に製作・架装させた。完成当初のボディカラーはナス紺と溜色（小豆色）のコンビネーションだったと言われるが、その後も昭和40年頃まで、塗色の変更、ホイールカバーの取り外し（ワイアホイールをそのまま見せる）、バンパーを2分割にするなどの改良を積み重ね、死去するまでナンバーを付けて時折実用に供し続けた。このイスパノ・スイザは1983年、直要が佐賀県立博物館に管理を委託、約25年間にわたり、同博物館1階ホールに展示されていたが、2007年にトヨタ博物館に寄贈され、以降、同館にて展示されている。

## 栄典
外国勲章佩用允許
- 1934年（昭和9年）12月28日 - ベルギー王国：クーロンヌ勲章（英語版）シュヴァリエー[8]

## 親族
- 祖父：鍋島直大（肥前佐賀藩第11代藩主）
- 祖父：黒田長知（筑前福岡藩第12代藩主）
- 父：鍋島直映（鍋島家第12代当主）
- 母：鍋島禎子（黒田長知の次女）
- 妻：鍋島紀久子（朝香宮鳩彦王第一王女）[9]
  - 長女：倚子（北風隆行の妻）
  - 次女：弘子（豊嶋庸輔の妻）
  - 長男：鍋島直要（鍋島家第14代当主、鍋島報效会会長、日本ゴルフ協会常任理事）
  - 次男：鍋島美茂
  - 三女：陽子（田代方彦の妻）